# Муйская сельская администрация
Муйская сельская администрация — сельское поселение в Муйском районе Бурятии Российской Федерации.
Административный центр — посёлок Усть-Муя.

## История
Статус и границы сельского поселения установлены Законом Республики Бурятия от 31 декабря 2004 года № 985-III «Об установлении границ, образовании и наделении статусом муниципальных образований в Республике Бурятия».

## Население
| 2002 | 2011 | 2012 | 2013 | 2014 | 2015 | 2016 |
| ---- | ---- | ---- | ---- | ---- | ---- | ---- |
| 1047 | ↘776 | ↗800 | ↘771 | ↘752 | ↘721 | ↘703 |
| 2017 | 2018 | 2019 | 2020 | 2021 | 2023 | 2024 |
| ↘669 | ↘639 | ↘630 | ↘605 | ↘423 | ↘388 | ↘366 |

## Состав сельского поселения
| № | Населённый пункт | Тип населённого пункта          | Население |
| - | ---------------- | ------------------------------- | --------- |
| 1 | Баргалино        | посёлок                         | ↘3        |
| 2 | Витим            | посёлок                         | ↘28       |
| 3 | Муя              | посёлок                         | ↘184      |
| 4 | Усть-Муя         | посёлок, административный центр | ↘632      |